# Blanca Nélida Colán
Blanca Nélida Colán Maguiño (Huaral, 27 de febrero de 1934) es una abogada peruana. Fue fiscal de la nación durante el gobierno de Alberto Fujimori.

## Biografía
Asumió el cargo de integrante de la Corte Suprema de Justicia. Tras su breve pasó, fue elegida fiscal de la Nación entre 1992 y 1997.
Durante su labor como fiscal, Colán asumió la defensa legal de Vladimiro Montesinos tras el autogolpe de Estado, incluyendo el caso de Demetrio Chávez Peñaherrera, alias «Vaticano», relacionado con narcotráfico. El gobierno de entonces permitió su exculpación durante varios años, lo que le posibilitó seguir ejerciendo su profesión hasta su dimisión en el año 2000.
Luego de aceptar una investigación meses después, fue detenida en 2001 y procesada judicialmente por actos ilegales contra la Constitución y los delitos de encubrimiento real, omisión de denuncia, falsedad genérica y encubrimiento ilícito.
Fue condenada en ese año. Posteriormente estuvo recluida en el penal de Santa Mónica entre 2001 y 2008, cuando la Sala Penal Especial de la Corte Suprema le aplicó libertad condicional.